# Ak Bulak FK
Ak Bulak FK (kazašsky: Ақ бұлақ Футбол Клубы) byl kazašský fotbalový klub sídlící ve městě Talgar. Klub byl založen v roce 2009, zanikl v roce 2013.

## Sezóny
| Sezóna | Liga           | Pozice | Z  | V  | R  | P  | VG | OG | B  | Kazašský pohár | Evropa | Evropa |
| ------ | -------------- | ------ | -- | -- | -- | -- | -- | -- | -- | -------------- | ------ | ------ |
| 2010   | Birinši Ligasy | 9.     | 34 | 14 | 9  | 11 | 48 | 39 | 51 |                |        |        |
| 2011   | Birinši Ligasy | 8.     | 32 | 12 | 11 | 8  | 56 | 53 | 47 | 1/16           |        |        |
| 2012   | Birinši Ligasy | 9.     | 30 | 11 | 8  | 11 | 34 | 29 | 41 | 1/8            |        |        |
| 2013   | Birinši Ligasy | 10.    | 34 | 14 | 6  | 14 | 49 | 39 | 48 | 1/16           |        |        |